# Adam Higginbotham
Adam Higginbotham (* 1968 in Somerset) ist ein britischer Journalist und Autor, der als Chefredakteur für das Magazin The Face arbeitet.

## Leben
Higginbotham wurde 1968 in Westengland geboren. Er verfasste als Journalist Beiträge für das Magazin der New York Times, The New Yorker und das Magazin Wired. 2019 erschien seine Monographie über das Unglück in Tschernobyl. Higginbotham wurde für dieses Buch mit 2020 der Andrew Carnegie Medals for Excellence in Fiction and Nonfiction ausgezeichnet. 2024 folgte eine weitere Monographie über das Challenger-Unglück.
Higginbotham lebt zusammen mit seiner Familie in New York.

## Werke
- Midnight in Chernobyl: The Untold Story of the World's Greatest Nuclear Disaster. Simon & Schuster, New York 2019.
  - Mitternacht in Tschernobyl. Die geheime Geschichte der größten Atomkatastrophe aller Zeiten. Fischer Taschenbuch, Frankfurt am Main 2024, ISBN 9783596036868.
- A True Story of Heroism and Disaster on the Edge of Space. Simon & Schuster, New York 2024.